# Nechranice (Březno)
Nechranice (německy Negranitz) jsou vesnice, část obce Březno v Mostecké pánvi v okrese Chomutov v Ústeckém kraji. Stojí v nadmořské výšce okolo 240 metrů asi jedenáct kilometrů jižně od Chomutova a čtyři kilometry jižně od Března. Vesnice se nachází bezprostředně pod hrází vodní nádrže Nechranice, při levém břehu řeky Ohře. Podle vsi je pojmenován též Průmyslový vodovod Nechranice.
Nechranice leží v katastrálním území Březno u Chomutova o výměře 37,3 km².

## Název
Název vesnice je odvozen z osobního jména Nechran ve významu ves lidí Nechranových. V historických pramenech se jméno vesnice vyskytuje ve tvarech: Nechranicz (1332), Nechrenicze (1360), Nechrzenycze (1361), Nechranycz (1367), v Nechranicích (1454), w Nechraniczych (1543), na vsi Nacharanicz (1541), Negkraniczy (1623) a Negranitz (1787 a 1846).

## Historie

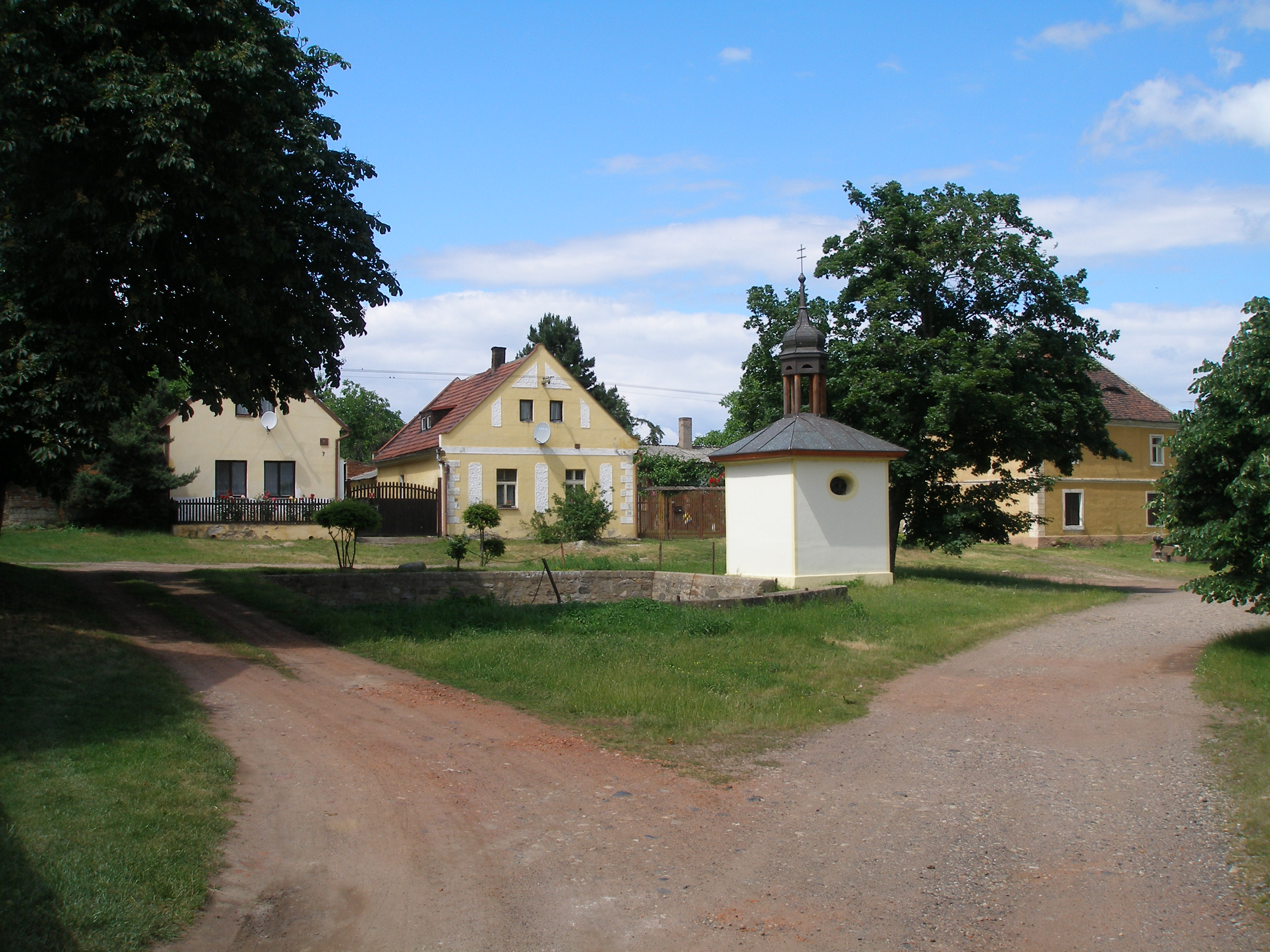
Severní strana návsi

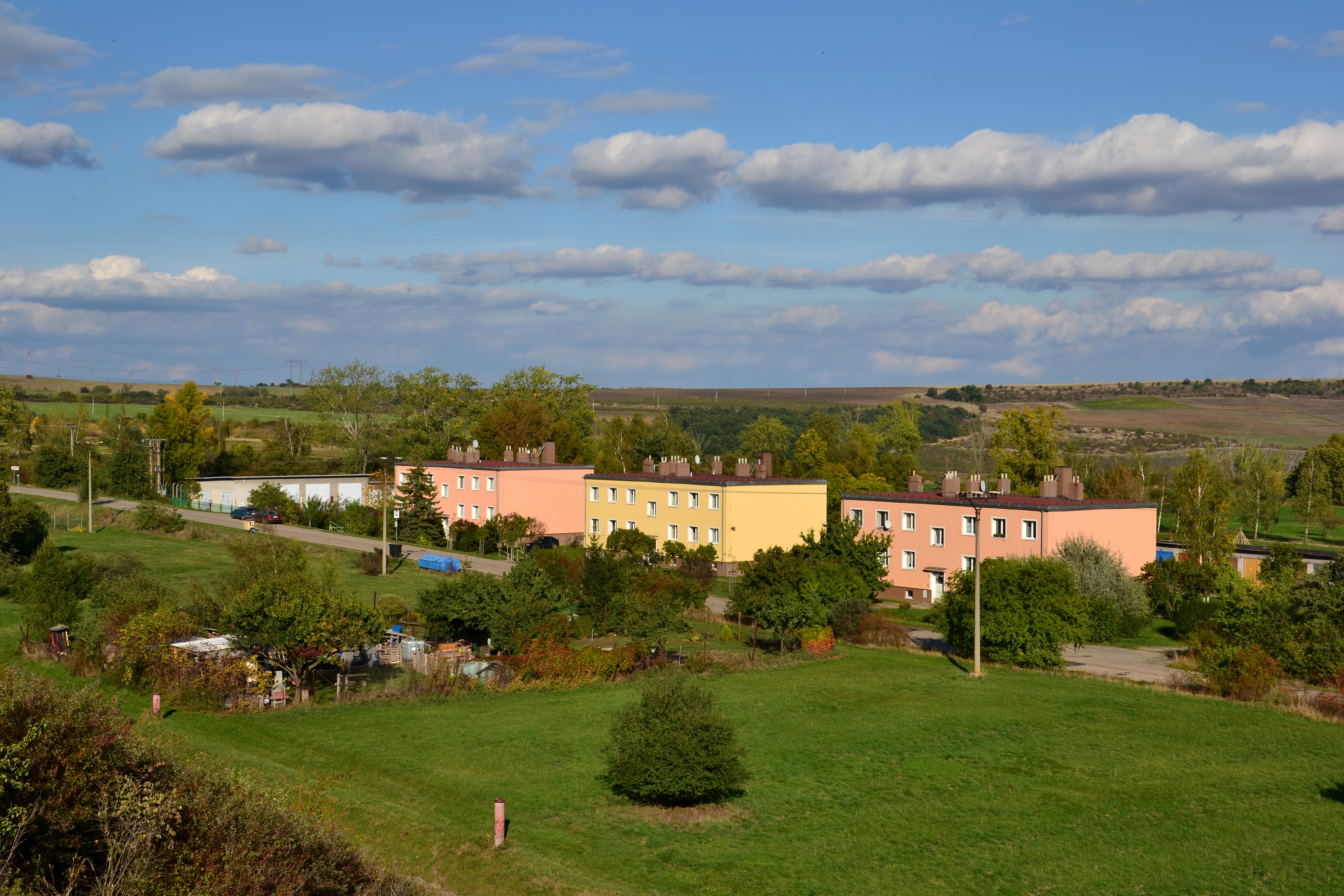
Bytové domy na severním okraji vesnice

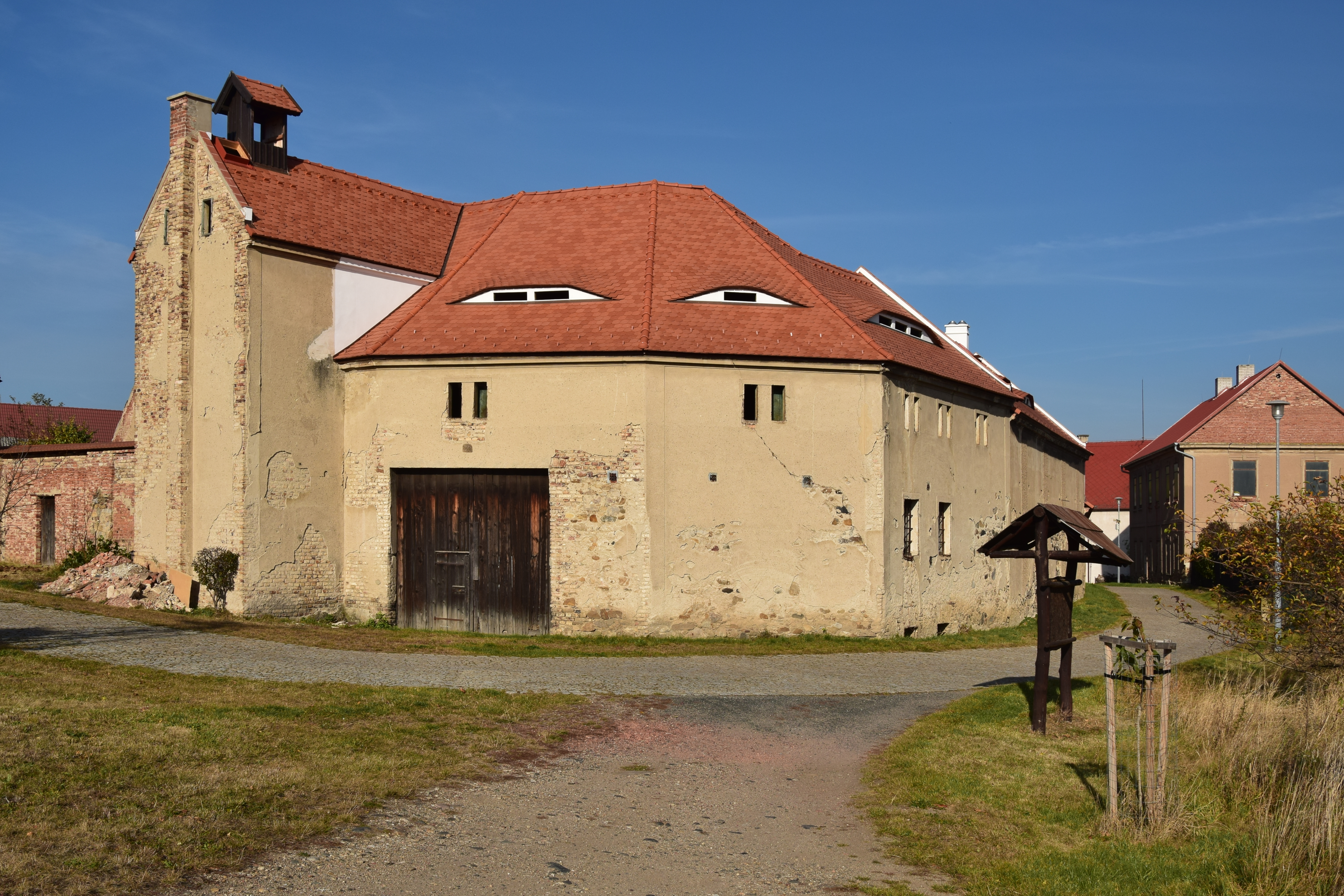
Hospodářský objekt se sušárnou chmele

První písemná zmínka o vesnici pochází z roku 1332, kdy Nechranice získal od krále Jana Lucemburského do zástavního držení Bedřich z Egerberka, který je připojil k pětipeskému panství. Roku 1367 patřila vesnice ke kadaňským šosovním dvorům. Později ve čtrnáctém století ji získal grünhainský klášter. Od té doby Nechranice sdílely osudy s blízkými Deněticemi. Během husitských válek husité klášter roku 1429 přepadli a zmocnili se i Nechranic, ale později je klášteru vrátili. Poté vesnici získal do zástavy král Jiří z Poděbrad. Jeho následovník, král Vladislav Jagellonský, ji zastavil Benešovi z Veitmile († 1496), kterému ji klášter vyplatil. Po zrušení kláštera v roce 1533 převzal příjmy z klášterních vsí na českém území Albrecht Šlik. Vedl o ně spor s Johannem Fridrichem Saským. Jejich pře skončila až roku 1549, kdy český klášterní majetek převzal král Ferdinand I.
Roku 1554 byl majitelem vesnice Mikuláš Schirting ze Schirtingu a v roce 1586 patřily nejspíše k chomutovskému panství Lobkoviců. Po mocenském pádu Jiřího Popela z Lobkovic koupil část jemu zkonfiskovaného majetku Linhart Štampach ze Štampachu, který Nechranice připojil k ahníkovskému panství. Linhartův syn Jan Jindřich, který zdědil část panství s Březnem a Nechranicemi, se zúčastnil stavovského povstání, za což byl odsouzen ke ztrátě veškerého majetku. Ahníkovské panství potom od královské komory odkoupil Jaroslav Bořita z Martinic a od něj později jeho zeť Florián Žďárský ze Žďáru. Nechranice zůstaly součástí spojeného panství Ahníkov–Prunéřov až do roku 1850.
V roce 1654 panství vlastnil František Žďárský ze Žďáru. Podle berní ruly byly domy ve vesnici, nejspíše v důsledku třicetileté války, ve špatném stavu. Žilo zde sedm sedláků a jeden chalupník. Sedláci měli celkem 27 potahů, dvacet krav, 31 jalovic, 25 ovcí a 62 prasat, zatímco chalupníkovi patřil pouze jeden potah, kráva, dvě jalovice a tři prasata.
Z roku 1775 se dochoval soupis robotních povinností nechranických poddaných. Pro tento účel byli poddaní rozděleni na potažní sedláky, sedláky bez potahu, domkáře a podruhy. Ve vsi bylo dvanáct robotou povinných usedlostí, které roku 1773 platili dohromady kontribuci ve výši 545 zlatých a 8 krejcarů. Každý sedlák s potahem, nebo jeho zástupce, musel tři dny v týdnu sloužit s potahem a od konce května do konce září odpracovat tři dny ruční roboty týdně. Sedláci bez potahu robotovali také tři dny v týdnu, ale po celý rok. Domkáři a podruzi, kteří obvykle pracovali jako zaměstnanci sedláků, neplatili poplatek z obecní půdy a ročně museli odpracovat třináct dnů. Veškerá práce byla prováděna bezplatně a pouze sedláci dostávali za ruční robotu chléb.
Podle soupisu panství z roku 1794 ve vsi stálo patnáct domů a hospoda. Obyvatelé pěstovali zejména ječmen, ale také pšenici a menší množství žita a ovsa. Z ostatních plodiny pěstovali řepu, brambory, luštěniny a chmel. Na konci devatenáctého století ve vesnici žil také jeden švec a dva zedníci. Obec udržovala dřevěný most přes Ohři, který stával poblíž pozdějšího železničního mostu, z něhož se dochovaly jen pilíře. Most býval na jaře často poškozen pohybem ledových ker. Někdy musel být dokonce rozebrán, aby nebyl zcela zničen.
Po druhé světové válce bylo vysídleno německé obyvatelstvo, a počet obyvatel výrazně klesl. Většina obyvatel stále pracovala v zemědělství a odmítala vstup do jednotného zemědělského družstva. Roku 1954 však byli všichni zemědělci začleněni do Státního statku Střezov. Nejvýznamnější událostí dvacátého století byla pro vesnici výstavba vodní nádrže Nechranice, jejíž napouštění začalo roku 1967. Pod její hrází byla pro potřeby stavby postavena řada budov, které později převzala československá armáda, a také tři bytové domy pro zaměstnance přehrady. Objekty spravované armádou zanikly na konci dvacátého století.

## Obyvatelstvo
Při sčítání lidu v roce 1921 zde žilo 126 obyvatel (z toho 60 mužů) německé národnosti, kteří byli členy římskokatolické církve. Podle sčítání lidu z roku 1930 měla vesnice 134 obyvatel: devět Čechoslováků a 125 Němců. Kromě jednoho člověka bez vyznání se hlásili k římskokatolické církvi.
|                                                                | 1869 | 1880 | 1890 | 1900 | 1910 | 1921 | 1930 | 1950 | 1961 | 1970 | 1980 | 1991 | 2001 | 2011 | 2021 |
| -------------------------------------------------------------- | ---- | ---- | ---- | ---- | ---- | ---- | ---- | ---- | ---- | ---- | ---- | ---- | ---- | ---- | ---- |
| Obyvatelé                                                      | 98   | 126  | 134  | 119  | 136  | 126  | 134  | 52   | 47   | 101  | 70   | 63   | 54   | 70   | 79   |
| Domy                                                           | 14   | 18   | 22   | 24   | 23   | 22   | 24   | 21   | —    | 22   | 15   | 30   | 23   | 29   | 28   |
| Počet domů z roku 1961 je zahrnut v celkovém počtu domů Vičic. |      |      |      |      |      |      |      |      |      |      |      |      |      |      |      |

## Obecní správa
Po zrušení patrimoniální správy se Nechranice staly samostatnou obcí, kterou zůstaly až do poloviny dvacátého století, a od roku 1961 jsou podle Historického lexikonu obcí částí Března. Jiný zdroj však uvádí, že obec Nechranice byla zrušena v letech 1956–1960 a připojena k Vičicím. Podle Zdeny Binterové se Nechranice od 1. ledna 1963 staly součástí Střezova a spolu s ním byly 14. června 1964 připojeny k Březnu.
Při volbách do obecních zastupitelstev konaných 22. května 1938 v Nechranicích žilo 87 voličů. Volby však neproběhly, protože kandidátní listinu podala pouze Sudetoněmecká strana, která se tak automaticky stala vítězem voleb.

## Pamětihodnosti

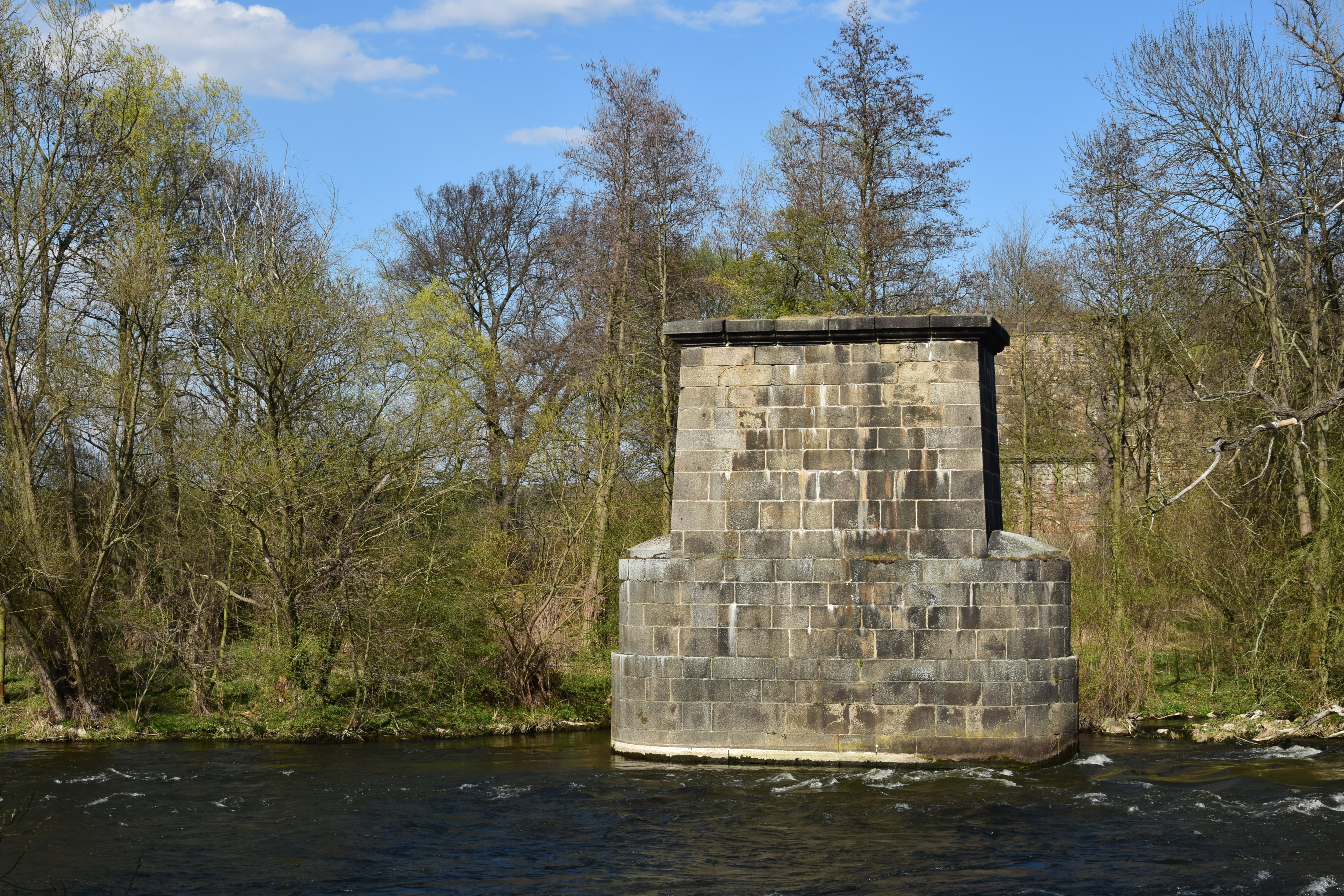
Pilíř bývalého mostu

Na návsi stojí kaple z konce osmnáctého století s obdélným půdorysem a pravoúhlým zakončením. Bývala zde také socha svatého Jana Nepomuckého z roku 1732. U Ohře se dochovaly pilíře železničního mostu na zrušené trati Žabokliky – Březno u Chomutova.